# Beyond Evil
Beyond Evil (hangul: 괴물; rr: Goemul; lit. Monster) é uma série de televisão sul-coreana, estrelada por Shin Ha-kyun e Yeo Jin-goo. Sua transmissão ocorreu pela JTBC de 19 de fevereiro a 10 de abril de 2021, contendo um total de dezesseis episódios. Seu enredo refere-se a dois funcionários da polícia, que estão dispostos a quebrar as regras e infringir a lei, para solicionar um caso de um assassino em série. Beyond Evil recebeu sete indicações no Baeksang Arts Awards de 2021, no qual venceu três, incluindo o prêmio de Melhor Drama. 
Os atores Shin e Yeo já haviam atuado numa mesma produção, ambos fizeram parte do elenco do filme No Mercy for the Rude (2006), onde Yeo interpretou a versão mais jovem do personagem de Shin.

## Enredo
Lee Dong-sik (Shin Ha-kyun) e Han Joo-won (Yeo Jin-goo) são dois homens destemidos, que infringem a lei a fim de capturar um assassino em série. No processo de descobrir a identidade do culpado, eles questionam a inocência de todos os envolvidos do caso, incluindo eles próprios.

## Elenco

### Principal
- Shin Ha-kyun como Lee Dong-sik[2]
  - Lee Do-hyun como Lee Dong-sik jovem[3]

Sargento da Subestação de Polícia de Manyangda Delegacia de Polícia de Munju, localizada na parte oeste da Província de Gyeonggi. Era um detetive competente, porém foi rebaixado para fazer todas as tarefas servis e tediosas.
- Yeo Jin-goo como Han Joo-won[4]
  - Jung Hyeon-jun como Han Joo-won jovem

Um detetive de elite da Equipe de Investigação Criminal Internacional do Departamento de Relações Exteriores da Agência de Polícia Metropolitana de Seul. É transferido para a Subestação de Polícia de Manyang. Possui boa aparência, alta capacidade e um histórico sólido .

### De apoio
| - Choi Sung-eun como Yoo Jae-yi "Mestre da faca" e dona do açougue e restaurante Manyang. - Chun Ho-jin como Nam Sang-bae Chefe da Subestação de polícia de Manyang, prestes a se aposentar. - Son Sang-gyu como Cho Gil-gu Sargento da subestação de políca de Manyang. - Baek Seok-kwang como Hwang Kwang-young Policial da subestação de polícia de Manyang. - Nam Yoon-su como Oh Ji-hoon Jovem policial da subestação de polícia de Manyang. Irmão de Oh Ji-hwa. - Choi Dae-hoon como Park Jeong-je - Choi Chan-ho como Park Jeong-je jovem Tenente da Equipe de Apoio á investigação da Delegacia de polícia de Munju. Melhor amigo de Lee Dong-sik. - Kim Shin-rok as Oh Ji-hwa - Nam Ga-hyeon como Oh Ji-hwa jovem Líder de equipe da Divisão de Crimes Perigosos e ex-esposa de Lee Chang-jin. - Shim Wan-joon como Kang Do-soo Detetive de homicídios cujo modelo é Dong-sik. - Jung Gyu-soo como Jung Chul-moon Chefe da Estação de polícia de Munju - Seo Jeong-shik como Kwak Oh-sub Detetive sênior da Estação de polícia de Munju. - Park Bo-kyung como Im Sun-nyeo Capitã da Equipe de investigação forense e esposa de Kang Do-soo. - Yoo Byung-hoon como Tenente Ha | - Gil Hae-yeon como Do Hae-won Atual vereadora e mãe de Park Jeong-je. - Heo Sung-tae como Lee Chang-jin CEO da JL Construction, presidente do comit~e de Desenvolvimento da cidade dos sonhos de Munju. - Lee Kyu-hoi como Kang Jin-mook - Park Kwang-il como Kang Jin-mook jovem Proprietário do supermercado Manyang e irmão adotivo de Dong-sik, pai de Kang Min-jung. - Kang Min-ah como Kang Min-Jung Filha de Kang Jin-mook. - Kim Hieora como Bang Ju-seon - Jung Jae-jin como Bang Ho-cheol, pai de Bang Ju-seon. - Jun Soo-hyun como Jang Oh-bok, guarda-costas e secretário de Do Hae-won. - Kim Jung-eun como Lee Kang-ja, esposa de Cho Gil-gu. - Choi Jin-ho como Han Gi-hwan Pai de Han Joo-won e front-runner for the next Commissioner of the National Police Agency. - Park Ji-hoon como Kwon Hyuk Procurador da cidade de Munju e outrora professor particular de Joo-won no ensino médio. - Woo Jung-won como Lee Su-yeon Esposa de Han Gi-hwan e mãe de Han Joo-won. - Moon Joo-yeon como Lee Yu-yeon Irmã gêmea fraterna de Dong-sik. - Park Myung-shin como mãe de Yu-yeon & Dong-shik - Kim Jung-ho como pai de Yu-yeon & Dong-shik |

### Outros
- Cha Chung-hwa como Lee Geum-hwa
- Kim Bi-bi como Han Jeong-im
- Jang Sung-bum como Lee Sang-yeob
- Kang You-seok como repórter Lim Gyu-seok
- Jo Ji-seung como Yoon Mi-hye, mãe de Kang Min-jung

## Trilha sonora
A trilha sonora de Beyobd Evil foi lançada em três partes em 27 de fevereiro, 6 e 13 de março, respectivamente, contendo uma canção e sua versão instrumental.
1. "The Night" - Choi Baek-ho
2. "Timeless" - Bibi
3. "Empty" - Car, the Garden

## Recepção
Na tabela abaixo, os números azuis representam as audiências mais baixas e os números vermelhos representam as audiências mais elevadas.
| Episódio | Data de transmissão     | Título                 | Audiência média (AGB Nielsen) | Audiência média (AGB Nielsen) |
| Episódio | Data de transmissão     | Título                 | Em todo o país                | Seul                          |
| -------- | ----------------------- | ---------------------- | ----------------------------- | ----------------------------- |
| 1        | 19 de fevereiro de 2021 | Aparecer (나타나다)    | 4.451%                        | 5.232%                        |
| 2        | 20 de fevereiro de 2021 | Desaparecer (사라지다) | 3.948%                        | 4.854%                        |
| 3        | 26 de fevereiro de 2021 | Sorria (웃다)          | 4.330%                        | 4.920%                        |
| 4        | 27 de fevereiro de 2021 | Chore (울다)           | 4.204%                        | 5.179%                        |
| 5        | 5 de março de 2021      | Enganado (속다)        | 3.765%                        | 4.237%                        |
| 6        | 6 de março de 2021      | Enganar (속이다)       | 4.442%                        | 4.881%                        |
| 7        | 12 de março de 2021     | Pego (낚다)            | 4.172%                        | 4.721%                        |
| 8        | 13 de março de 2021     | Capturado (낚이다)     | 5.356%                        | 6.490%                        |
| 9        | 19 de março de 2021     | Emergir (떠오르대)     | 4.651%                        | 5.498%                        |
| 10       | 20 de março de 2021     | Afundar (가라앉다)     | 5.502%                        | 6.311%                        |
| 11       | 26 de março de 2021     | Prender (조이다)       | 4.682%                        | 5.385%                        |
| 12       | 27 de março de 2021     | Resolver (풀다)        | 4.279%                        | 5.118%                        |
| 13       | 2 de abril de 2021      | Pergunta (묻다)        | 5.021%                        | 5.840%                        |
| 14       | 3 de abril de 2021      | Resposta (답하다)      | 5.302%                        | 6.317%                        |
| 15       | 9 de abril de 2021      | Libertar (놓다)        | 5.355%                        | 6.351%                        |
| 16       | 10 de abril de 2021     | Pego (잡다)            | 5.991%                        | 6.666%                        |
| Média    | Média                   | Média                  | 4.716%                        | 5.500%                        |

## Prêmios e indicações
| Ano  | Prêmio               | Categoria                       | Beneficiário    | Resultado | Ref.          |
| ---- | -------------------- | ------------------------------- | --------------- | --------- | ------------- |
| 2021 | Baeksang Arts Awards | Melhor Drama                    | Beyond Evil     | Venceu    | [ 15 ] [ 16 ] |
| 2021 | Baeksang Arts Awards | Melhor Diretor (TV)             | Shim Na-yeon    | Indicado  | [ 15 ] [ 16 ] |
| 2021 | Baeksang Arts Awards | Melhor Roteiro (TV)             | Kim Su-jin      | Venceu    | [ 15 ] [ 16 ] |
| 2021 | Baeksang Arts Awards | Melhor Ator (TV)                | Shin Ha-kyun    | Venceu    | [ 15 ] [ 16 ] |
| 2021 | Baeksang Arts Awards | Melhor Ator Coadjuvante (TV)    | Choi Dae-hoon   | Indicado  | [ 15 ] [ 16 ] |
| 2021 | Baeksang Arts Awards | Melhor Atriz Revelação (TV)     | Choi Sung-eun   | Indicado  | [ 15 ] [ 16 ] |
| 2021 | Baeksang Arts Awards | Prêmio Técnico (Cinematografia) | Jang Jong-kyung | Indicado  | [ 15 ] [ 16 ] |